# Le Soleil même la nuit
Pour plus de détails, voir Fiche technique et Distribution.
Le Soleil même la nuit (Il sole anche di notte) est un film franco-italien (avec coparticipation allemande), réalisé en 1989 par Paolo et Vittorio Taviani et sorti en 1990. Le scénario du film est librement adapté d'une nouvelle du romancier russe Léon Tolstoï, Le Père Serge.
L'œuvre de Tolstoï a déjà fait l'objet de deux adaptations russes au cinéma : l'une, légendaire, réalisée par Yakov Protazanov, avec la mémorable prestation de Ivan Mosjoukine, date de 1917, au temps du film muet ; l'autre, entreprise pour célébrer les 150 ans de l'écrivain, date de 1978 et a été mise en scène par Igor Talankine, avec, en vedette, Serge Bondartchouk.

## Synopsis
1753 - Le baron Sergio Giuramondo, à la cour du roi Charles VII de Naples, est destiné à une belle carrière. À sa grande stupeur, il découvre que sa fiancée d'élection, la duchesse Cristina, a été une des maîtresses du monarque. Bafoué dans son honneur et  avili dans son idéal, le jeune Sergio s'enfuit et rejoint un couvent. Mais la vie de l'Église ne parvient à satisfaire sa soif d'absolu. Il renonce alors au sacerdoce et se fait ermite sur le mont Petra. Plus tard, une belle jeune femme, Aurelia, tente de le séduire. Le père Sergio réagit en se coupant un doigt. La renommée de sa sainteté finit par se propager au-delà des frontières. Couvert de gloire, il est entouré de pèlerins, de plus en plus nombreux, qui réclament des miracles. Parmi la multitude, Matilda, une fillette magnifiquement belle, mais au comportement hystérique, l'attire irrésistiblement. Sergio succombe à la tentation... Épouvanté et désespéré, Sergio quitte l'ermitage et tente de se suicider, en s'immergeant dans un lac. Mais, il reparaît en hurlant et en brandissant sa main mutilée, signe de ce qui doit le rattacher à la vie... Sergio retourne alors au pays de son enfance, et la vision d'un couple de paysans-colombiers, indéfectiblement unis dans la vie et dans la mort, lui redonne un nouvel espoir et de l'apaisement.

## Fiche technique
- Titre original : Il sole anche di notte
- Titre français : Le Soleil même la nuit
- Réalisation : Paolo et Vittorio Taviani
- Scénario : Paolo et Vittorio Taviani, en collaboration avec Tonino Guerra
- Photographie : Giuseppe Lanci, film couleurs
- Décors : Giovanni Sbarra
- Costumes : Lina Nerli Taviani
- Montage : Roberto Perpignani
- Musique : Nicola Piovani
- Production : Giuliani G. De Negri pour Filmtre/RAI-Uno (Rome)/ Capoul-Interpool Sara Film (Paris)/ Direkt Film (Munich)
- Distribution : Sacis (Rome) / Bac Films (France)
- Durée : 112 min
- Année de réalisation : 1989
- Dates de sortie :
  - Italie : juin 1990
  - France : août 1990
  - Présenté hors-compétition au Festival de Cannes 1990

## Distribution
- Julian Sands (voix italienne : Giancarlo Giannini) : Sergio Giuramondo
- Nastassja Kinski : Cristina
- Charlotte Gainsbourg : Matilda
- Patricia Millardet : Aurelia
- Massimo Bonetti : le prince Santobueno
- Margarita Lozano : la mère de Sergio
- Rudiger Vogler : le roi Charles III
- Pamela Villoresi : Giuseppina, la sœur de Sergio
- Lorenzo Perpignani : Sergio, enfant

## Autour du film
- Le soleil même la nuit est le deuxième film des frères Taviani inspiré d'une nouvelle de Léon Tolstoï, après Saint Michel avait un coq (1971). Les cinéastes italiens s'expliquent : « (...) pour nous Italiens, pour nous Toscans et pour nous deux, en particulier, entre en jeu le fait que nous nous sentons plus proches de la civilisation et de la réalité russes que nous ne saurions l'être d'autres pays européens. (...) aussi bien là-bas qu'ici (en Italie), toute notre civilisation naît du lien avec la terre (...) cette campagne, les paysans.(...) Dostoïevski, selon nous, travaille dans les ténèbres de la créature humaine, Tolstoï au contraire travaille sur la créature humaine jetée dehors, au soleil. Alors, comme le cinéma a besoin de lumière, il est plus simple d'avoir un rapport avec Tolstoï. » (entretien avec Jean A. Gili)
- Durant le tournage, le film s'appelait provisoirement Padre Sergio. Coutumiers du fait, les frères Taviani n'en étaient guère satisfaits et attendaient des événements qu'ils leur fournissent le titre adéquat. Vittorio Taviani nous en donne les raisons : " À cause du doute qu'en conservant ce titre le public aurait pensé à un homme de foi, à un prêtre tout court." (entretien avec Jean A. Gili).
- Le titre définitif est, quant à lui, emprunté à une phrase de vœux traditionnelle. Dans le film, elle est énoncée, en dialecte, par un couple de paysans-éleveurs de pigeons à l'adresse de Sergio : "Tante jiurnate bone, con stù sole pure a notte" ("Que tes journées soient belles, avec du soleil même la nuit"). La dernière expression, traduite en italien, donne le titre du film : Il sole anche di notte.
- Une des clefs de compréhension du titre (ce n'est pas la seule dans une œuvre riche en métaphores), Vittorio Taviani semble la délivrer, en commentant la scène où Sergio tente de se noyer : " Nous pensons à une phrase apodictique : faire naufrage quelquefois rime avec accoster (...) cependant comme Antée, c'est justement en touchant le fond que l'on peut faire le bilan avec soi-même. En ce sens, le film ne se renferme pas sur le noir absolu." (entretien avec Jean A. Gili, 1993)